# Pape Habib Sow
Pape Habib Sow (Dakar, 2 dicembre 1985) è un ex calciatore senegalese, di ruolo centrocampista.

## Caratteristiche tecniche
Giocatore con attitudini difensive, trova la sua collocazione ideale come mediano, ma può ricoprire anche il ruolo di difensore centrale.

## Carriera

### Club
Dal 2010 milita per l'Académica, squadra portoghese. Il 6 luglio 2012 si trasferisce al Panathīnaïkos, in Grecia. Nell'estate 2013 è passato a titolo definitivo all'Elazigspor, squadra della massima serie turca.
Nel gennaio 2015 viene acquistato dal Rio Ave.

## Palmarès
- Coppa di Portogallo: 1

Académica: 2011-2012